# Gare de Toyama
La gare de Toyama (富山駅, Toyama-eki) est la principale gare ferroviaire de la ville de Toyama dans la préfecture éponyme au Japon.
La gare est exploitée par la West Japan Railway Company (JR West) et la compagnie privée Ainokaze Toyama Railway.

## Situation ferroviaire
Gare d'échange, elle est située au point kilométrique (PK) 286,9 de la ligne Shinkansen Hokuriku, au PK 41,6 de la ligne Ainokaze Toyama Railway et au PK 225,8 de la ligne principale Takayama dont elle marque le terminus.

## Histoire
La gare de Toyama a été inaugurée le 30 mars 1899. Depuis le 14 mars 2015, la gare est desservie par la ligne Shinkansen Hokuriku.

## Service des voyageurs

### Accueil
La gare dispose d'un bâtiment voyageurs, avec guichets, ouvert tous les jours de 5h40 à 23h35.

### Desserte

#### JR West
- Ligne principale Takayama :
  - voies 2 et 3 : direction Etchū-Yatsuo et Takayama. Services express Hida pour Nagoya (par Gifu).
- Ligne Shinkansen Hokuriku :
  - voies 11 et 12 : direction Nagano, Takasaki et Tokyo
  - voies 13 et 14 : direction Kanazawa et Tsuruga

#### Ainokaze Toyama Railway
- Ligne Ainokaze Toyama Railway :
  - voies 1 et 3 : direction Takaoka et Kanazawa
  - voies 3 à 5 : direction Uozu, Tomari et Itoigawa

### Intermodalité

#### Toyama Chihō Railway

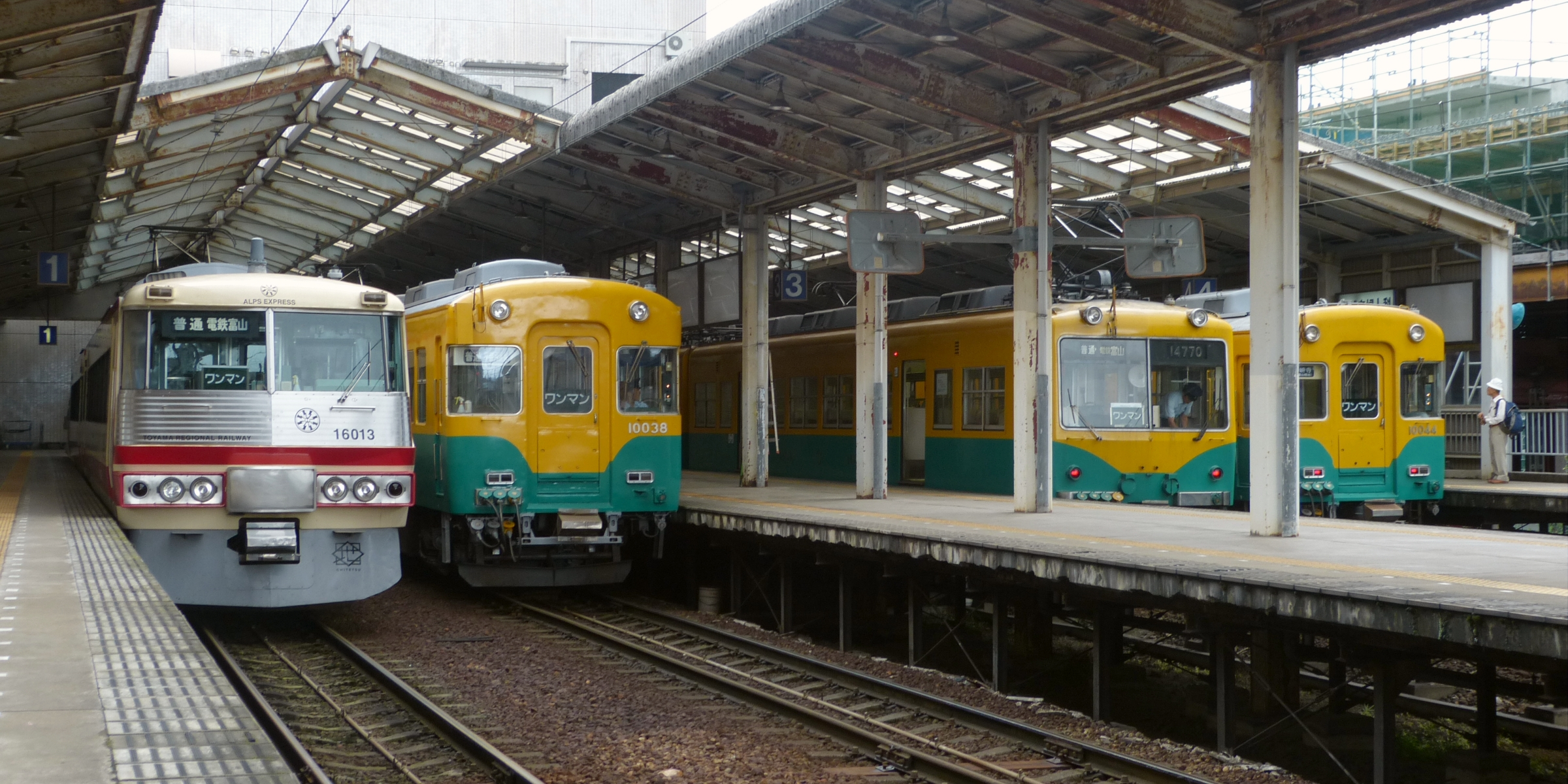
Les voies de la gare de Dentetsu-Toyama

La gare de Dentetsu-Toyama de la compagnie privée Toyama Chihō Railway est située à proximité immédiate de la gare de Toyama. Elle marque le début de la ligne principale Toyama Chihō Railway.

#### Tramway
Le tramway de Toyama dessert la gare.